# Nazionale maschile di pallanuoto dell'Austria
La nazionale di pallanuoto maschile dell'Austria è la squadra di pallanuoto che rappresenta l'Austria nelle competizioni internazionali; è posta sotto la giurisdizione della Österreichischer Schwimmverband, la federazione austriaca che regola gli sport acquatici.

## Storia
Nazionale di terza fascia, vanta 3 partecipazioni alle Olimpiadi, dove il massimo risultato è stato il 4º posto ottenuto nel Stoccolma 1912, ma dall'edizione del 1952 non è più riuscita a qualificarsi.
Ai Campionati Europei, vanta 9 partecipazioni con un Bronzo ottenuto nell'edizione del 1931, ma dal 1995 non riesce più a qualificarsi alla fase finale.
Non vanta nessuna presenza ai Campionati Mondiali.

## Record individuali
- Giocatore più giovane alle Olimpiadi: Anton Kunz (21 anni e 212 giorni)
- Giocatore più giovane alle Olimpiadi: Anton Kunz (37 anni e 198 giorni)
- Giocatore con più partecipazioni alle Olimpiadi: Anton Kunz (2)

## Partecipazioni

### Massime competizioni
Olimpiadi
- 1912 4º
- 1936 6º
- 1952 13º

Europei
- 1927 6º
- 1931  Bronzo
- 1947 10º
- 1950 5º
- 1954 9º
- 1958 11º
- 1970 14º
- 1989 14º
- 1995 12º

### Altre
Development Trophy
- 2015  Bronzo

## Formazioni
Giochi olimpici - Stoccolma 1912R. Buchfelder · Manuel · Schachtitz · Scheff · Wagner · Kovács · H. Buchfelder, CT: -
Giochi olimpici - Berlino 1936Blasl · Hawlik · Kunz · Lergetporer · Müller · Ploner · Riedl · Schönfels · Seitz · Steinbach · Wenninger, CT: -
Giochi olimpici - Helsinki 1952Reichel • Depaoli • Liebenberger • Bohuslav • Styskalik • Zigon • Krumpfholz • Endl • Kunz • Theimer • Gebhard, CT: -